# Budae jjigae
Budae jjigae (letterlijk "legerbasissoep") is een soep uit de Koreaanse keuken geïnspireerd op Westerse stijl.
Het recept voor deze soep stamt uit de tijd vlak na de Koreaanse Oorlog toen vlees op het Koreaanse schiereiland schaars was. De soep werd voor het eerst bereid in de stad Uijeongbu met behulp van ingrediënten uit de voorraden van het Amerikaanse leger, zoals hot dogs, ingeblikte ham en maïs, tot een pittige soep op basis van gochujang.
De stad is nog steeds bekend om zijn budae jjigae.
De soep staat ook wel bekend als Johnson Tang (존슨탕), en is vernoemd naar Lyndon B. Johnson. Het woordje tang betekent ook soep.